# 이흥렬
이흥렬(李興烈, 1909년 7월 17일~1980년 11월 17일)은 한국의 작곡가이자 지휘자, 피아노 연주자이다. 동요를 작곡하고 보급하는 일에 힘썼으며, 음악 교육에 이바지했다. 〈봄이 오면〉, 〈섬집 아기〉 등의 작품으로 유명하며, 대한민국예술원 회원, 숙명여자대학교 음악대학 학장을 지냈다.

## 생애
북한 함경남도 원산 출생이다. 기독교인인 어머니의 영향으로 어려서부터 서양음악을 접했고, 일본에 유학하여 도요 음악학교에서 피아노를 전공하였다. 귀국 후 1933년경 경성보육학교에서 홍난파와 함께 음악 교육에 정열을 쏟았다. 1934년에는 《이흥렬 작곡집》을, 1937년에는 동요집 《꽃동산》을 발표했다. 1941년 조선음악협회가 결성되었을 때 음악보국주간 음악대연주회에 참가하여 군국가요를 반주했고, 1944년에는 대화악단의 지휘자를 맡았으며, 1945년 경성후생악단에서도 활동했다. 해방 후에는 서라벌 예술대 교수와 숙명여대 교수를 지내며 후세 교육에 힘썼다. 1957년 한국작곡가협회를 조직하고, 부위원장을 맡았고, 1963년 대통령 문화훈장을 수상했으며, 대한민국예술원 회원을 역임했다. 숙명여자대학교 음악대학 학장으로 재직했다.

## 대표작 및 평가
널리 알려진 작품으로는 〈봄이 오면〉, 〈바위고개〉, 〈자장가〉 등의 가곡 50여 곡과 〈꾀꼬리의 노래〉, 〈소나무 노래〉 등의 동요 65곡이 있으며, 합창곡으로 〈배 위에서〉, 〈백로곡〉, 〈닐리리야〉와 피아노 3중주곡 〈5월의 노래〉, 교향시 〈동과 서〉 등이 있다. '나실제 괴로움 다 잊으시고'라는 가사로 시작되는 〈어머니의 마음〉와 '엄마가 섬그늘에 굴 따러 가면'의 〈섬집 아기〉, 군가인 〈진짜 사나이〉 등 널리 불리는 노래를 다수 만들었다. 담백한 가곡을 많이 작곡하여 '한국의 슈베르트'라고도 불린다.

## 저서
저서로는 《음악의 종합 연구》, 《새로운 음악통론》 등이 있다.

## 수상
대한민국문화상, 서울시 문화상, 대한민국 훈장, 대통령상, 예술원상을 받았다.

## 기타
작곡가인 이영조가 이흥렬의 아들이다. 또한 이리고등학교의 교가를 작곡하였다.

## 참고자료
- 예술의 전당 - 이흥렬
- “이흥렬”. 예술로. 2007년 11월 8일(목요일)에 원본 문서에서 보존된 문서. 2008년 1월 31일(목요일)에 확인함.